# Bernhard Auinger
Bernhard Auinger (ur. 21 lutego 1982 w Salzburgu) – austriacki kierowca wyścigowy.

## Kariera
Auinger rozpoczął karierę w wyścigach samochodowych w roku 1999, od startów w Formule König. Z dorobkiem 65 punktów uplasował się tam na jedenastej pozycji w klasyfikacji generalnej. W późniejszych latach startował także w Niemieckiej Formule 3, Europejskim Pucharze Formuły 3, Masters of Formula 3, Formule 3 Korea Super Prix, Włoskiej Formule 3, Francuskiej Formule 3, Formule 3000, Formule 3 Euro Series, Euro 3000, Włoskiej Formule 3000 oraz w ADAC GT Masters.
W Formule 3 Euro Series wystartował w 2003 roku z luksemburską ekipą Superfund TME. W ciągu dwudziestu wyścigów uzbierał łącznie 15 punktów. Dało mu to 15. miejsce w klasyfikacji końcowej.
W tym samym roku dołączył także do stawki Formuły 3000 w zespole Red Bull Junior. W żadnym z dwóch wyścigów, w których wystartował, nie zdobywał punktów. Rok później startował w europejskiej wersji Formuły 3000 (Euro 3000), gdzie był piąty w klasyfikacji kierowców.